# Ramieszki
Ramieszki – osiedle typu miejskiego w Rosji, w obwodzie twerskim. W 2010 roku liczyło 4318 mieszkańców.